# 服部俊夫
服部 俊夫（はっとり としお、 1949年（昭和24年） - ）は、日本の医学者（免疫学・ウイルス学・感染症学）。医学博士（京都大学）。吉備国際大学保健福祉研究所教授。東北大学名誉教授。

## 人物・経歴
1968年（昭和43年）、 静岡県立静岡高等学校卒業。1974年（昭和49年）、京都大学医学部卒業。1981年（昭和56年）、京都大学医学研究科（内科学）修了。同年、アメリカ国立衛生研究所（〜1984年）。1984年（昭和59年）、熊本大学講師。1991年（平成3年）、京都大学ウイルス研究所助教授。1998年（平成10年）、東北大学医学系研究科教授。2012年（平成24年）、 東北大学災害科学国際研究所（災害感染症学分野）教授。2015年（平成27年）東北大学名誉教授。2016年（平成28年）、吉備国際大学保険医療福祉学部教授。2021年（令和3年）、吉備国際大学保険福祉研究所教授。
大学院時代は成人T細胞白血病の免疫学的側面を研究、ATL細胞がCD4細胞であることを報告。その後アメリカ国立衛生研究所でリンパ球のリン脂質代謝を研究。その後、熊本大学でATLの研究を継続しながら、エイズの研究に携わり、京都大学ウイルス研究所に異動、エイズの研究を継続した。東北大学では呼吸器・感染症・災害感染症に携わり、結核やグローバル感染症の研究を行った。吉備国際大学で国際感染症の研究を続けている。

## 著作
- 『災害・熱帯感染症においてマトリセルラー蛋白が普遍的重症度マーカーであることの確立』　研究代表者 服部俊夫　2019
- 『マクロファージ指向性HIVウイルスのEnvelope蛋白の構造・機能解析』 研究代表者 服部俊夫 2005.5
- 『レンチウイルスベクターを用いた感染症におけるマクロファージの機能改善』研究代表者 服部俊夫 2002.3
- 『HIV感染者の血清を用いたgp41の融合支持構造を認識する抗体の特性化』 研究代表者	服部俊夫 2000.3
- 『HIV感染阻止効果を持つリボザイムの開発と応用』 研究代表者 服部俊夫 1999.5
- 『エイズ研究の最先端 : 基礎から臨床へのup-to-dateな分子医学』 服部俊夫 編 羊土社 1993.9

### 映像教材
- 『Immune system』 produced by Institute of A-V Medical Education Institute of A-V Medical Education 2012
- 『免疫系』 Hurley Myers 服部俊夫 医学映像教育センター 2007